# Gerrit Kroon
Gerrit Cornelis Kroon (Het Loo, Apeldoorn, 2 oktober 1909 - Neuengamme, 2 mei 1945) was tijdens de Tweede Wereldoorlog dienstplichtig sergeant der Infanterie, Engelandvaarder en geheim agent.

## Jeugd
Gerrit Kroon was de zoon van Hendrik Jan en Everdina Geertruida Kroon. Hij werd op 2 oktober 1909 in Apeldoorn geboren en ging daar naar basisschool De Koningschool. Hij volgde de opleiding PBNA en werd architect. Daarna werkte hij bij het aannemersbedrijf van zijn vader.

## Mobilisatie, verzet en Engelandvaarder
In 1939 werd hij gemobiliseerd. Hij werd ingekwartierd bij een gezin in Ochten, waar in 1953 een herinneringsmonument werd onthuld dat zijn naam draagt. Nadat de oorlog was uitgebroken, hielp hij het verzet. In 1942 vertrok hij uit Nederland. Via Frankrijk kwam hij in Spanje terecht, waar hij enkele maanden in concentratiekamp Miranda de Ebro doorbracht. Uiteindelijk bereikte hij Engeland.

## SOE-agent
In de nacht van 28 augustus 1944 vertrok de viermotorige Halifax  MkV MA-W LL388 van het 161 Special Duties Squadron van vliegveld RAF Tempsford. De bemanning bestond uit zeven Engelsen, w.o. piloot P Green en navigator Norman Slade. Verder waren er drie Nederlandse agenten aan boord, die in opdracht van Bureau Bijzondere Opdrachten op droppingszone Hendrik in de buurt van Deurne gedropt zouden worden om het verzet te ondersteunen: Krijn Buitendijk (1921-1998), Jacky van der Meer (1922-1987) en marconist Gerrit Kroon. Ook zouden een aantal containers afgeworpen worden.

## Crash en gevangenschap
Zo ver kwam het niet. Afweergeschut schoot het vliegtuig in brand, waarna er een crash-landing in de Henriëttewaard werd gemaakt. Norman Slade en Arnold Dean verloren het leven, de andere bemanningsleden werden gearresteerd en overleefden de oorlog. Gerrit Kroon raakte zwaar gewond en werd gearresteerd, de andere Nederlanders ontsnapten. In Kamp Haaren werd Kroon ondervraagd, waarna hij naar een krijgsgevangenkamp in Duitsland werd gebracht. Hij werd op 1 mei 1945 door Amerikanen uit kamp Neuengamme bevrijd. Geheel uitgeput overleed hij een dag later aan longontsteking.
Pas in 1960 werd zijn lichaam in Sandbostel geborgen en met militair eerbetoon herbegraven op Ereveld Loenen.

## Onderscheiden
- Bronzen Kruis, 2 mei 1953[14][15]
- Kruis van Verdienste, uitgereikt door de koningin, 1943[16]

In november 1947 bood prins Bernhard de nabestaanden het BS-insigne met oorkonde aan.

## Herinnering
De in 2023 gebouwde Apeldoornse woonwijk Ugchelen Buiten heeft een Gerrit Kroonstraat.